# Martin Thorwarth
Martin Thorwarth (* 1972 in Schwäbisch Gmünd) ist ein deutscher Musiker (Oboist, Pianist, Organist, Komponist und Dirigent).

## Leben
Im Jahr 1990 gründete Martin Thorwarth den Jungen Chores „Vocal Response“ und leitet ihn bis heute. Er brachte neben der Gestaltung von Gottesdiensten auch größere Werke in Konzerten zur Aufführung, u. a. das "Requiem" von John Rutter, „Song of the Shadows“ von Joseph M. Martin und das „WeihnachtsPOPratorium“ von Gerhard Schnitter.
Thorwarth studierte Schulmusik und Musikpädagogik mit dem Hauptfach Oboe und dem Leitungsfach Gesang an der Staatlichen Hochschule für Musik und darstellende Kunst in Stuttgart. In den Jahren 1995–1997 studierte er Filmmusikkomposition an der Filmakademie in Ludwigsburg.
Seit 1998 arbeitet er als freischaffender Musiker (Oboist, Pianist, Organist, Dirigent), Musikpädagoge, Komponist, Musikproduzent und betreibt ein eigenes Tonstudio („Tonstudio Resonanz“) in Heubach.
Thorwarth leitete verschiedene Musicalprojekte in Schwäbisch Gmünd, Aalen und Ellwangen: „Der König und ich“ (in Vertretung von Muchtar Al Ghusein), „Das Gespenst von Canterville“, „Die Schöne und das Biest“, Uraufführung „Däumelina“, „Comedian Harmonists“.
2005 gründete er das Limes-Oboenquartett, bei dem er als Solo-Oboist mitwirkt.
Seit 2005 ist Thorwarth als Kirchenmusiker an der St. Bernhardskirche in Heubach tätig, wo er zahlreiche anspruchsvolle Werke zur Aufführung brachte (darunter: Mozart: Requiem; Krönungsmesse, Vivaldi: Gloria, Schubert: Mirjams Siegesgesang, Bach: Weihnachtsoratorium, John Rutter: Requiem, J. Haydn: „Die Schöpfung“, Rossini: „Petit Messe Solennelle“). Er ist auch regelmäßig als Organist Hl. Kreuz Münster in Schwäb. Gmünd zu hören.
Seit 2007 ist Martin Thorwarth für die Ausbildung der Studenten im Fach Oboe an der Pädagogischen Hochschule in Schwäbisch Gmünd zuständig.
Thorwarth unterrichtete Oboe an den Städtischen Musikschulen in Schwäbisch Gmünd und Aalen. Aktuell ist er als freiberuflicher Musikpädagoge an der Musikschule "Johann Melchior Dreyer" in Ellwangen/Jagst tätig und unterrichtet dort die Fächer Oboe, Klavier und Kirchenorgel.
Martin Thorwarth ist Chorleiter des Gesangvereins 1823 Schwäb. Gmünd und der Sängervereinigung Plüderhausen.
Darüber hinaus geht er einer regen Konzerttätigkeit nach. Er ist regelmäßig als Solo-Oboist in unterschiedlichen Ensembles (u. a.: Philharmonie Schwäbisch Gmünd, Sinfonisches Orchester der Stadt Aalen, Orchester der Pauluskirche Heidenheim, Orchester der Stadtkirche Aalen, Rosensteinorchester Heubach, …) zu hören. Außerdem musiziert Thorwarth gerne in kleineren Besetzungen, beispielsweise als Duo - Oboe und Orgel mit Dörte-Maria Packeiser (Heidenheim), Thomas Haller (Aalen), Stephan Beck (Schw. Gmünd); Trio - Oboe, Fagott (Gerhard Benadeé – Kapstadt, Südafrika) und Klavier (Tamara Ott – Heubach) oder Oboe, Horn (Waltraud Prinz (geb. Lange) – Staatskapelle Weimar / Duisburger Philharmoniker) und Klavier (Tamara Ott – Heubach).

### Auszeichnungen
- 2017: Zweiter Preis beim Internationalen Kompositionswettbewerb des Piusverbandes zum marianischen Jubiläum in Luxemburg[23]

## Publikationen (Auswahl)
Sophisticated (CD mit eigenen Liedern in Zusammenarbeit mit der Sängerin Stephanie Abele) 2003
Schick deine Träume mit dem Wind (CD mit eigenen Liedern in Zusammenarbeit mit Merimeè-Colette) 2008
Reflections (Meditationsmusik) 2013
Jakobusmesse (lat. Messe für Chor mit Bläserensemble und Orgel) Uraufgeführt am 25. Juli 2014 in der St. Jakobuskirche in Bargau
Schöpfungsmesse - Uraufgeführt 2016 in St. Josef - Böbingen
Ich traue auf dich (CD mit modernen Psalmvertonungen und Kompositionen von Martin Thorwarth)
Shimmering Lights (Instrumentalmusik von Martin Thorwarth)